# 衛登
衛登（?—?），西汉人物，河东郡平阳县（今山西省临汾市西南）人，卫青的第三子。
元朔五年（前124年），卫青讨伐匈奴立功。汉武帝表彰他：「大將軍青躬率戎士，師大捷，獲匈奴王十有餘人，益封青八千七百戶。」在四月丁未以衛青之功封他的三个儿子为列侯。衛伉為宜春侯，衛不疑為陰安侯，衛登為發干侯。元鼎五年（前112年），因为酎金免侯。在巫蛊之祸中，卫伉被杀，卫不疑和卫登则没有被杀的记录。《汉书·外戚恩泽侯表》将卫青曾孙卫玄、卫青玄孙卫賞的封赏记在衛登之后。